# Arthur Griffith
Arthur Joseph Griffith (irlandès:  Art Seosamh Ó Gríobhtha) fou un escriptor, periodista i polític irlandès, fundador del Sinn Fein, i un dels líders nacionalistes que el 1921 negocià el Tractat Angloirlandès. El 1922 fou president del Dáil Éireann, el govern revolucionari irlandès, després de la dimissió d'Eamon de Valera.
Nascut a Dublín el 31 de març de 1872, va ser el fundador, en l'any 1899, de la revista United Irishman, en la qual van col·laborar les més prestigioses plomes irlandeses, entre les quals destaca d'una manera preferent la del poeta William Butler Yeats. Ell mateix va ser partícip literari de la seva publicació col·laborant amb editorials a favor de l'autogovern irlandès. En l'any 1902, va fundar una organització que seria el brou de cultiu del que posteriorment es convertiria en el Sinn Féin, moviment que en aquells moments advocava per una Irlanda autònoma, encara que no independent del Regne Unit.
No existeix constància que Griffith participés en l'Aixecament de Pasqua de 1916; no obstant això, els britànics el van empresonar com a instigador i encara que el seu període carcerari va ser curt, aproximadament d'un any, va ser tornat a dur a presó un any més tard sense cap raó legal i simplement basant-se que era un líder nacionalista.
Les eleccions generals de 1918 van dur els líders del Sinn Féin al poder, i els nous membres del parlament, que es reunien amb el nom de Dáil Éireann o Assemblea d'Irlanda, van triar Eamon de Valera com a president de la nació i Griffith com el seu vicepresident. La guerra oberta contra els britànics era imminent. La guerra de desgast i escamot que els irlandesos van iniciar, sota la supervisió de Michael Collins, contra l'exèrcit britànic, va obtenir els seus fruits. I així, l'any 1921, Griffith va ser encarregat d'encapçalar una delegació que tractés de buscar una pau amb els britànics i en la qual es reconegués l'Estat Lliure d'Irlanda. Encara que Griffith va ser elegit president el gener de 1922, no va tenir temps de consolidar-se en el poder; es va morir el 12 d'agost d'aquest mateix any, molt poc després que la guerra civil s'apoderés del país.